# Metroperiella circumflexa
Metroperiella circumflexa är en mossdjursart som beskrevs av Tilbrook 2006. Metroperiella circumflexa ingår i släktet Metroperiella och familjen Bitectiporidae. Inga underarter finns listade i Catalogue of Life.